# A Román Akadémia elnökeinek listája
A Román Akadémia összes elnökének a listája a kezdetektől máig: